# Охотничьи усмешки
«Мисливські усмішки» (сборник) — сборник произведений украинского сатирика Остапа Вишни. Сборник считается вершиной жанра «усмішки», веденного автором.

## История создания
Рассказы, вошедшие в сборник «Мисливські усмішки», Остап Вишня собирал на протяжении всей жизни. Работу над сборником Остап Вишня закончил в 1956 году незадолго до своей смерти. Полный же цикл рассказов был опубликован в 1958 году.

## Общие характеристики
«Мисливські усмішки» занимает особое место в творчестве Остапа Вишни, и хотя они «охотничьи», но учат не уничтожать природу, а наоборот следить за ней, сохранять для наследников.
Главным персонажем сборника является охотник или рыбак, с чувством юмора рассказывающий интересные были. Как правило, в основе историй лежит такое любимое средство народного творчества — художественное преувеличение.
Максим Рыльский назвал сборник «лирической поэзией в прозе».